# Dan Jansen
Daniel Ervin „Dan“ Jansen (* 17. Juni 1965 in Milwaukee, Wisconsin) ist ein ehemaliger US-amerikanischer Eisschnellläufer. Er wurde 1994 Olympiasieger über 1000 Meter.
Jansen wuchs als jüngstes von neun Kindern in West Allis in Wisconsin auf. Er begann in seiner Kindheit mit dem Eislaufen und wurde 1981 in das US-amerikanische Nationalteam aufgenommen. Ab Mitte der 1980er-Jahre zählte er zu den weltweit führenden Eisschnellläufern auf den Sprintdistanzen 500 Meter und 1000 Meter. Zwischen 1985 und 1994 gewann er fünf Medaillen bei Sprintweltmeisterschaften, darunter zwei goldene (1988 und 1994). Er entschied 46 Rennen im Eisschnelllauf-Weltcup für sich und stand sieben Mal an der Spitze der Weltcupgesamtwertung über 500 Meter oder 1000 Meter. Bei den Olympischen Winterspielen verpasste Jansen mehrmals als Favorit die Medaillenränge, unter anderem bei den Winterspielen 1988 in Calgary, als seine Schwester am Tag des olympischen 500-Meter-Rennens starb. Bei seinem letzten olympischen Auftritt über 1000 Meter bei den Winterspielen 1994 in Lillehammer gewann Jansen in Weltrekordzeit die Goldmedaille. Nach dem Ende seiner aktiven Karriere kommentierte er unter anderem Eisschnelllaufwettbewerbe für das US-amerikanische Fernsehen.

## Werdegang

### Frühe Jahre
Dan Jansen stammt aus West Allis in der Metropolregion Milwaukee im US-Bundesstaat Wisconsin. Er ist das jüngste von neun Kindern des Polizisten Harry Jansen und der Krankenschwester Geraldine Jansen. Beide Eltern waren in ihrer Freizeit begeisterte Eisläufer und machten den Sport zu einer Familienaktivität. Jansens Vater war zudem als junger Mann einer der besten Basketball- und American-Football-Spieler des Bundesstaates gewesen. Auf ihn führte Jansen später sein sportliches Talent zurück. Laut Jansen vermittelten seine Eltern ihm und seinen Geschwistern vor allem die Bedeutung eines respektvollen und integren Auftretens in sportlichen Wettkämpfen und erzogen ihn etwa dahingehend, den Kampfrichtern stets zu danken.
Zwar waren Jansens Eltern nicht direkt in die sportliche Ausbildung ihres Sohnes eingebunden, unterstützten ihn aber zum Beispiel dadurch, dass sie seine Kufen schliffen, ihn zu Wettbewerben fuhren und Spendenaktionen organisierten. Außerdem arbeiteten sie ehrenamtlich, zum Beispiel als Zeitnehmer, für den örtlichen Eislaufverein, in dem auch Jansen trainierte. Der West Allis Speed Skating Club bot als größter Eislaufverein der Vereinigten Staaten ein besonders gutes Trainingsumfeld. Zwei Meilen (das entspricht etwa 3 Kilometer) vom Elternhaus Jansens entfernt befand sich mit dem Wisconsin Olympic Ice Rink die in den frühen 1970er-Jahren einzige 400-Meter-Eisschnelllaufbahn des Landes, die sowohl führende Athleten als auch Trainer aus der gesamten Region des Mittleren Westens anzog. Schon als Kind lernte Jansen so die etwa gleichaltrige, aus Illinois stammende Bonnie Blair kennen, die später fünffache Olympiasiegerin wurde und mit der ihn eine langjährige Freundschaft verband.
Neben seinen Eltern und der geographischen Nähe zur Eisbahn in West Allis nannte Jansen seine acht älteren Geschwister als weiteren wesentlichen Einflussfaktor. Seine fünf Schwestern und drei Brüder waren allesamt aktive Eisläufer, sodass es für Jansen selbstverständlich erschien, ihnen zu folgen und ebenfalls im Alter von vier Jahren mit dem Eislaufen zu beginnen. Die größte Bedeutung schrieb er seinem zwei Jahre älteren Bruder Mike und seiner fast fünf Jahre älteren Schwester Jane zu: Mike Jansen war für Dan eine wichtige Bezugsperson im Training. Er zählte in den 1980er-Jahren ebenfalls zur nationalen Spitze und nahm an Weltmeisterschaften sowie Weltcuprennen teil, wo er Top-Ten-Ergebnisse erreichte. Jane Jansen zeigte sich während Dans Jugend davon überzeugt, dass er später Weltmeister werden würde. Dieses Vertrauen in seine Fähigkeiten veränderte laut Jansen seine eigenen Einstellungen und Ziele. Er sprach von seiner Schwester Jane später als wichtiger Stütze in Bezug auf Motivation und Inspiration.
In seiner Altersgruppe gehörte Jansen während seiner Jugend zu den besten Eisschnellläufern der USA und gewann nationale Wettkämpfe. Gleichzeitig spielte er zu Beginn seiner High-School-Zeit auch American Football. Weil sich die Saisons der beiden Sportarten überschnitten, gab er das Footballspielen nach seinem zweiten Jahr an der High School zugunsten des Eisschnelllaufens auf. Ausschlaggebend für seine Entscheidung waren gemäß Jansens Erinnerung die Erfolge Eric Heidens bei den Olympischen Winterspielen 1980 in Lake Placid, die bei ihm selbst den festen Wunsch nach einer Olympiateilnahme geweckt hätten. In seiner Autobiographie schrieb Jansen außerdem, dass er mit 14 Jahren einen Wachstumsschub erlebte, der mit einer deutlichen Leistungssteigerung einherging und ihn in seiner Entscheidung für den Eisschnelllauf bestärkte. Jansen wuchs schließlich auf eine Körpergröße von 1,83 Meter (6 Fuß) bei einem Wettkampfgewicht von 88 Kilogramm (195 Pfund), womit er laut eigener Aussage etwas größer als der durchschnittliche Läufer auf den Sprintstrecken war. Er galt als „Kraftläufer“ (auf Englisch: „power skater“), der stark von guten Eisbedingungen abhängig war: Damit er aus seinen Schritten den größtmöglichen Schub mitnehmen konnte, durfte das Eis weder zu kalt noch zu warm sein.

### Internationales Debüt und Aufstieg in die Weltspitze (1981 bis 1987)

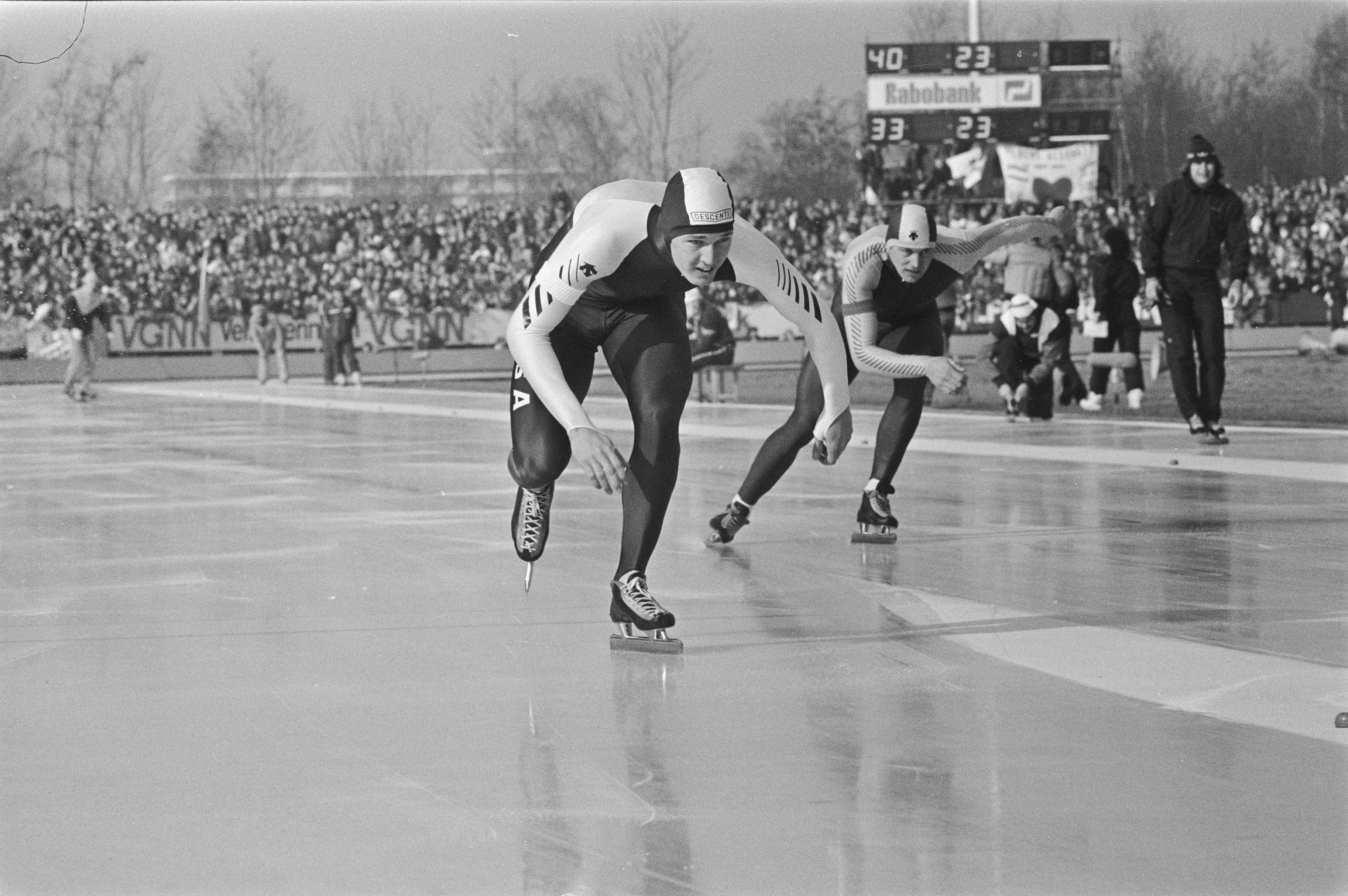
Jansen bei der Sprintweltmeisterschaft 1985 in Heerenveen

Mit 16 Jahren wurde Dan Jansen in das US-Nationalteam aufgenommen. Er trainierte in der Folge bei dem 1000-Meter-Olympiasieger von 1976, Peter Mueller, der nach seiner aktiven Karriere für einige Jahre (bis zu seiner Ablösung durch Dianne Holum 1983) die Betreuung der amerikanischen Eisläufer übernahm. Jansen bezeichnete Mueller rückblickend als „großartigen Motivator“ und sprach von einem gegenseitigen Vertrauensverhältnis zwischen ihm und seinem Trainer. Auf Muellers Vorschlag hin reiste Jansen im Herbst für mehrere Wochen nach Europa, um dort Erfahrungen zu sammeln und die besseren Eisbedingungen zu nutzen. Seine ersten internationalen Rennen bestritt er im Januar 1982 in Davos, wo er bei einem Sprintvierkampf gegen internationale Elitesportler (etwa die sowjetischen Athleten Sergei Chlebnikow sowie Wladimir Lobanow) antrat und Rang acht belegte. Im Rahmen dieses Wettkampfs stellte er mit einer Zeit von 38,24 Sekunden einen Juniorenweltrekord über 500 Meter auf.
Insgesamt präsentierte sich Jansen schon in seiner Juniorenzeit als Sprintspezialist: Auf den längeren Strecken – 1500 Meter bis 5000 Meter – war er im Vergleich mit anderen Läufern deutlich schwächer, weswegen er bei den im Kleinen Vierkampf ausgetragenen Juniorenweltmeisterschaften nicht um die Medaillen mitkämpfte. Diese Erfahrungen bestärkten ihn darin, sich auf die 500 Meter und die 1000 Meter zu konzentrieren. Auf den Kurzstrecken zählten Uwe-Jens Mey aus der DDR, Ihar Schaljasouski aus der Sowjetunion sowie sein Landsmann Nick Thometz zu Jansens stärksten Gegnern im Juniorenbereich. Sie blieben teilweise bis zu seinem Karriereende seine Kontrahenten.
1983 machte Jansen seinen High-School-Abschluss und startete im selben Jahr zum ersten Mal bei der Sprintweltmeisterschaft der Erwachsenen in Helsinki, wo er Rang zwölf belegte. Im Alter von 18 Jahren qualifizierte er sich zum ersten Mal für die Teilnahme an den Olympischen Winterspielen 1984 in Sarajevo. Über 500 Meter wurde er Vierter, über 1000 Meter erreichte er die 16. Position. Insgesamt gewannen die US-Eisschnellläufer in Sarajevo keine olympische Medaille. Das Team umfasste Anfang der 1980er-Jahre zwar mehrere junge Talente – Jansen, Nick Thometz und Bonnie Blair –, aber nach dem Rücktritt Eric Heidens vorübergehend keinen Siegläufer. In seiner Autobiographie beschrieb Jansen die Winterspiele 1984 als seine einzige „reine“ olympische Erfahrung, weil er ohne Erwartungsdruck bei den Rennen gestartet sei. Nach seinem vierten Platz über 500 Meter spürte er aber die Enttäuschung der amerikanischen Medien und Öffentlichkeit darüber, dass er eine Medaille um 16 Hundertstelsekunden verpasst hatte.
Trotz Verletzungen an der Oberschenkelmuskulatur beider Beine zu Beginn der Saison 1984/85 verbesserte Jansen seine Leistungen Mitte der 1980er-Jahre und etablierte sich in der internationalen Spitze: Bei der Sprintweltmeisterschaft 1985 in Heerenveen gewann er die Bronzemedaille in der Mehrkampfwertung und lief im ersten der beiden 500-Meter-Rennen die zweitbeste Zeit hinter Ihar Schaljasouski. Ein Jahr später wurde er hinter Schaljasouski Zweiter der Sprint-WM in Karuizawa und stellte mit seiner Zeit von 36,84 Sekunden über 500 Meter einen nationalen Rekord auf. Erstmals wurden in der Saison 1985/86 Weltcuprennen im Eisschnelllauf ausgetragen, von denen Jansen neun für sich entschied. Am Ende des Winters stand er an erster Stelle der Weltcup-Gesamtwertungen über 500 Meter und über 1000 Meter. Diese Erfolge wiederholte er 1986/87 nicht, weil er von einer Pfeiffer-Drüsenfieber-Erkrankung geschwächt war, die zwar erst zum Saisonende diagnostiziert wurde, sich aber laut Jansens Aussage schon in der vorangegangenen Monaten durch Fieber und Erschöpfungssymptome bemerkbar gemacht hatte. Rückblickend ordnete Jansen seine Entscheidung, trotz angeschlagener Gesundheit weiterhin zu Wettkämpfen anzutreten, kritisch ein: Er habe sich unbesiegbar gefühlt und gedacht, die Krankheit werde von alleine schnell verschwinden.

### Erster Weltmeistertitel und olympische Rückschläge (1987 bis 1992)
Im olympischen Winter 1987/88 zählte Jansen zu den weltweit führenden Eissprintern: Vor Olympia gewann er zwei von zehn 500-Meter-Weltcuprennen und stand in mehreren anderen Wettkämpfen auf dem Podest. Die Redaktion des US-Fachmagazins Sports Illustrated setzte Jansen bei ihren Medaillentipps für das olympische 500-Meter-Rennen auf den zweiten Rang hinter Akira Kuroiwa, den Sprintweltmeister von 1987. Eine Woche vor Beginn der olympischen Eisschnelllaufwettbewerbe im Olympic Oval von Calgary errang Jansen am 7. Februar 1988 auf seiner Heimbahn in West Allis den Titel des Sprintweltmeisters. Er profitierte von der Abwesenheit Kuroiwas und der führenden sowjetischen Läufer um Ihar Schaljasouski, die sich in Calgary auf Olympia vorbereiteten. Jansen gewann in West Allis die ersten drei Rennen des WM-Sprintvierkampfs und siegte in der Gesamtwertung vor Uwe-Jens Mey und seinem Mannschaftskollegen Eric Flaim. Acht Jahre nach Eric Heidens letztem Weltmeistertitel wurde er der zweite (männliche) US-amerikanische Sprintweltmeister. Später schrieb Jansen, er habe sich zu diesem Zeitpunkt klar als Heidens Erbe begriffen.
Am 14. Februar 1988, dem Tag des olympischen 500-Meter-Laufs, starb Dan Jansens Schwester Jane mit 26 Jahren an einer im Vorjahr diagnostizierten Leukämie-Erkrankung. Jansen erfuhr die Todesnachricht wenige Stunden vor dem Rennen. Seine Familie ermutigte ihn zum Wettkampf anzutreten. Er beging zunächst einen Frühstart und stürzte beim zweiten Versuch in der ersten Kurve, womit sein Lauf vorzeitig beendet war. Vier Tage später stürzte er auch über 1000 Meter, dieses Mal 200 Meter vor dem Ziel. Ende Februar erhielt er den Olympic Spirit Award des US-amerikanischen Olympischen Komitees als Anerkennung seiner „tapferen Bemühungen inmitten einer Tragödie“ (im Original: „valiant efforts through tragedy“). Zusammen mit anderen US-Olympiateilnehmern wurde Jansen Anfang März von Präsident Ronald Reagan im Weißen Haus empfangen und gewürdigt. In den Wochen nach Olympia erreichte Jansen mehrere Podiumsergebnisse im Weltcup und gewann zum zweiten Mal nach 1986 die 1000-Meter-Gesamtwertung der Serie.
In den vier Jahren zwischen den Winterspielen von Calgary und denen von Albertville 1992 hielt sich Jansen in der internationalen Spitze. Bei den Sprintweltmeisterschaften 1989, 1990 und 1991 belegte er den vierten Rang. Jede Saison siegte er in mehreren Weltcuprennen. 1988/89 und 1989/90 erreichte er jeweils hinter Uwe-Jens Mey den zweiten Platz in den Gesamtklassements der Rennserie sowohl über 500 als auch über 1000 Meter. Die Saison 1990/91 bezeichnete Jansen rückblickend als ausgesprochen enttäuschend: Es sei zwar nicht schlecht gelaufen (er stand bei fünf von elf Weltcupstarts auf dem Podest und gewann zwei Wettkämpfe), aber habe sich nach Stillstand angefühlt, auch weil er die Betreuung des Trainerteams um Mike Crowe – seit 1985 für den Nationalkader zuständig – und John Teaford als nicht motivierend genug empfand. Gemeinsam mit anderen Athleten setzte er sich für eine Rückkehr des früheren Nationaltrainers Peter Mueller ein, der im Frühjahr 1991 wieder vom US-Eisschnelllaufverband verpflichtet wurde. Mueller legte den Trainingsschwerpunkt auf schwere Ausdauer- und Kraftübungen. Außerdem begann Jansen im April 1991 eine Zusammenarbeit mit dem Sportpsychologen Jim Loehr aus Florida. In seiner Autobiographie zog er für die Zeit vor Olympia 1992 das Fazit, er sei körperlich und mental stärker geworden. Auch sein Privatleben habe sich positiv entwickelt: 1990 heiratete Jansen seine Freundin, die er im Sommer 1988 kennengelernt hatte. Aus der Ehe gingen zwei Töchter hervor, sie wurde 1998 geschieden.
Die 500-Meter-Rennen der Weltcupsaison 1991/92 in den Monaten vor den Winterspielen von Albertville gestalteten sich als Duelle zwischen Jansen und Uwe-Jens Mey. In allen sechs Wettkämpfen standen die beiden Athleten auf den ersten beiden Plätzen: In einem Rennen feierten sie einen zeitgleichen Doppelsieg, von den verbliebenen fünf gewann Mey drei Läufe und Jansen zwei. Am 25. Januar 1992 unterbot Jansen in Davos mit einer Zeit von 36,41 Sekunden Meys wenige Tage zuvor aufgestellten 500-Meter-Weltrekord um zwei Hundertstelsekunden. Entsprechend galten Jansen und Mey als Favoriten für das olympische 500-Meter-Rennen in Albertville. Während Mey dort die Goldmedaille gewann, wurde Jansen mit gut drei Zehntelsekunden Rückstand Vierter. Wenige Tage später belegte er über 1000 Meter den 26. Rang. Zwei Wochen nach den Winterspielen gewann Jansen die Silbermedaille bei der Sprintweltmeisterschaft hinter Ihar Schaljasouski. In Abwesenheit von Uwe-Jens Mey (der die Saison vorzeitig beendete) entschied er außerdem die 500-Meter-Weltcupwertung für sich.

### Weltrekorde, Olympiasieg in Lillehammer und Karriereende (1992 bis 1994)
1993 und 1994 stellte Jansen zwei Weltbestleistungen im Sprint-Mehrkampf auf und verbesserte dreimal seinen eigenen Weltrekord über 500 Meter. Im Olympic Oval in Calgary lief er die Sprintstrecke am 20. März 1993 in 36,02 Sekunden. Am 4. Dezember 1993 benötigte er für die 500 Meter im Vikingskipet von Hamar 35,92 Sekunden, womit er als erster Athlet die von ihm als wichtige psychologische Schranke eingeordnete Marke von 36 Sekunden unterbot. Ende Januar 1994 war Jansen – wiederum in Calgary, im Rahmen der Sprintweltmeisterschaft – noch einmal 16 Hundertstelsekunden schneller: Seine persönliche Karrierebestzeit von 35,76 Sekunden hatte als Weltrekord gut zwei Jahre Bestand, ehe sie der Japaner Hiroyasu Shimizu um mehrere Zehntelsekunden verbesserte. Jansens ebenfalls im Januar 1994 aufgestellter Weltrekord im Sprintvierkampf (144,815 Punkte) wurde bereits zwei Monate später von Yasunori Miyabe übertroffen.
Nach dem Karriereende von Uwe-Jens Mey war Jansen der stärkste 500-Meter-Läufer im Weltcup und gewann sowohl in der Saison 1992/93 als auch im Folgewinter 1993/94 die Gesamtwertung auf dieser Distanz, mit sechs beziehungsweise vier Saisonsiegen. Auch über die 1000 Meter stand er 1993/94 viermal auf dem ersten Platz im Weltcup und am Saisonende an der führenden Position des Gesamtklassements. Jansen schrieb rückblickend auf seine Laufbahn, dass er erst in den letzten Jahren wirklich Gefallen an der 1000-Meter-Strecke gefunden habe. Lange Zeit habe er sich trotz einiger guter 1000-Meter-Rennen als 500-Meter-Spezialist gesehen: Wegen seines kräftezehrenden Laufstils fühlte er sich demnach auf den letzten 200 Metern der längeren Distanz stets ermüdet. Sowohl das Ausdauertraining bei Peter Mueller als auch die psychologische Unterstützung von Jim Loehr änderten laut Jansen seine Einstellung zur 1000-Meter-Strecke. Loehr ließ ihn „I love the 1,000“ (auf Deutsch: „Ich liebe die 1000 [Meter]“) als Mantra regelmäßig aufschreiben, was Jansen zufolge Wirkung zeigte.
Zwei Wochen vor den Olympischen Winterspielen 1994 in Lillehammer wurde Jansen in Calgary zum zweiten Mal in seiner Laufbahn nach 1988 Sprintweltmeister. Er setzte sich in der Mehrkampfwertung vor Sergei Klewtschenja und Junichi Inoue durch. Das US-Magazin Sports Illustrated handelte Jansen anschließend als olympischen Goldfavoriten sowohl über 500 Meter als auch über 1000 Meter. Im 500-Meter-Rennen in Lillehammer strauchelte er in der letzten Kurve, berührte kurz das Eis und beendete den Wettkampf mit einer Zeit von 36,68 Sekunden auf dem achten Rang. Am 18. Februar 1994 gewann Jansen über 1000 Meter die olympische Goldmedaille: Trotz eines erneuten technischen Fehlers lief er mit einer Zeit von 1:12,43 Minuten einen Weltrekord und war im Ziel knapp drei Zehntelsekunden schneller als der Belarusse Ihar Schaljasouski, der die Silbermedaille gewann. Nach Ende des Wettkampfs drehte Jansen eine Ehrenrunde mit seiner acht Monate alten Tochter auf dem Arm. Bei der olympischen Abschlussfeier war er Träger der US-amerikanischen Fahne. Im März trat Jansen beim Weltcupfinale in Heerenveen zum letzten Mal zu einem Eisschnelllaufrennen an. Seinen Rücktritt vom aktiven Sport gab er im August 1994 bekannt.

### Nach der aktiven Laufbahn (seit 1994)
Nach seinem Karriereende arbeitete Jansen über zwei Jahrzehnte als Eisschnelllaufkommentator für das US-amerikanische Fernsehen. Für CBS (1998) und NBC (2002 bis 2014) war er an der Berichterstattung zu fünf Olympischen Winterspielen beteiligt. Bei der Eröffnungsfeier der Winterspiele 2002 in Salt Lake City trug er zusammen mit Bonnie Blair im Stadion für ein Stück des Weges die olympische Fackel. Außerdem gründete Jansen eine nach ihm benannte Stiftung (Dan Jansen Foundation), die – in Gedenken an seine Schwester Jane – Gelder zur Erforschung und Bekämpfung von Leukämie sammelte. Von 2005 bis 2007 war er Eislauftrainer des NHL-Teams Chicago Blackhawks. Laut einem Bericht des Milwaukee Journal Sentinels aus dem Jahr 2019 hielt Jansen zudem regelmäßig Vorträge, arbeitete (seit den 2000er-Jahren) im Vertrieb für eine in Waukesha ansässige Firma, die medizinische Ausrüstung anbietet, und betreute mehrere NASCAR-Rennfahrer körperlich und psychologisch.
Jansen heiratete nach der Scheidung seiner ersten Ehe 1998 im Dezember 2000 erneut. Seine zweite Ehefrau ist ehemalige Golfspielerin auf der LPGA Tour und spätere Golftrainerin. Jansen spielt selbst seit seinem Karriereende Golf. Das Paar zog gemeinsam nach North Carolina.

## Öffentliches Bild und Würdigung
Dan Jansens Bild in der US-Öffentlichkeit wurde stark von seinen Auftritten bei den Olympischen Spielen 1988, 1992 und 1994 geprägt. Das 500-Meter-Rennen in Calgary 1988, in dem Jansen wenige Stunden nach dem Tod seiner Schwester stürzte, verfolgten 18 Millionen Haushalte in den Vereinigten Staaten im Fernsehen. Das übertragende Netzwerk ABC zeigte vor dem Rennen einen Beitrag über Jansens Familie. Ein Kommentar der New York Times lobte den Umgang von ABC mit der persönlichen Geschichte Jansens als angemessen angesichts des heiklen Themas. Die Washington Post schrieb dagegen kritisch, dass ABC aus der Tragödie um Jansen fast ein „rührseliges Melodrama“ (im Original: „mawkish melodrama“) gemacht habe. Nachdem Jansen auch 1992 in Albertville sowie im ersten Rennen 1994 in Lillehammer ohne Medaille geblieben war, galt er einigen Beobachtern als „Choker“ (auf Deutsch in etwa: als jemand, der unter Druck zusammenbricht) oder als „Heartbreak Kid“ (in etwa „Kummerkind“). Hingegen bezeichneten ihn US-Sportkommentatoren nach seinem Sieg bei seinem letzten olympischen Wettkampf über 1000 Meter – vor allem mit Blick auf seine Vorgeschichte und seine Beharrlichkeit – als einen der großen (tragischen) Helden der olympischen Geschichte. CBS und TNT legten in ihren Berichten nahe, dass selbst seine Kontrahenten ihm den Sieg gewünscht hätten. Neben seiner Eisschnelllaufkollegin Bonnie Blair und den Eiskunstläuferinnen Tonya Harding und Nancy Kerrigan gehörte Jansen zu den meisterwähnten Athleten in der CBS-Berichterstattung von den Winterspielen 1994. 26 Millionen amerikanische Haushalte schauten die CBS-Übertragung des 1000-Meter-Rennens von Lillehammer.
Die Geschichte Jansens wurde nach seiner Karriere verfilmt: Das Fernsehdrama A Brother’s Promise: The Dan Jansen Story (deutscher Titel: Dan und Jane: Unser Traum besiegt die Angst) war im Februar 1996 erstmals auf CBS zu sehen. Matt Keeslar übernahm darin die Rolle von Dan Jansen.
Im Februar 1995 gewann Jansen als dritter Eisschnellläufer nach Eric Heiden und Bonnie Blair den James E. Sullivan Award für das Jahr 1994 als herausragender amerikanischer Amateursportler. Seit 1995 ist er Teil der Wisconsin Athletic Hall of Fame, seit 2004 gehört er außerdem der United States Olympic & Paralympic Hall of Fame an.

## Statistik

### Olympische Winterspiele
Dan Jansen nahm an vier Olympischen Winterspielen teil und trat zu acht Wettkämpfen an, jeweils über 500 Meter und 1000 Meter. Er beendete vier Rennen unter den ersten zehn und gewann eine Goldmedaille.
| Olympische Winterspiele | Olympische Winterspiele | 500 m | 1000 m |
| Jahr                    | Ort                     | 500 m | 1000 m |
| ----------------------- | ----------------------- | ----- | ------ |
| 1984                    | Sarajevo                | 4.    | 16.    |
| 1988                    | Calgary                 | DNF   | DNF    |
| 1992                    | Albertville             | 4.    | 26.    |
| 1994                    | Lillehammer             | 8.    | 1.     |

### Weltmeisterschaften
Von 1983 bis 1994 nahm Jansen an zwölf Sprintweltmeisterschaften teil, bei denen er zwei Goldmedaillen (1988 und 1994), zwei Silbermedaillen (1986 und 1992) sowie eine Bronzemedaille (1985) gewann und sechs Streckenbestzeiten lief. Die folgende Tabelle zeigt seine Zeiten – und in Klammern dahinter ihre Platzierungen – auf den vier gelaufenen Einzelstrecken sowie die sich daraus errechnende Gesamtpunktzahl nach dem Samalog und die Endplatzierung.
| Sprint-WM | Sprint-WM  | 500 m 1. Rennen (in Sekunden) | 1000 m 1. Rennen (in Minuten) | 500 m 2. Rennen (in Sekunden) | 1000 m 2. Rennen (in Minuten) | Punkte  | Platz |
| Jahr      | Ort        | 500 m 1. Rennen (in Sekunden) | 1000 m 1. Rennen (in Minuten) | 500 m 2. Rennen (in Sekunden) | 1000 m 2. Rennen (in Minuten) | Punkte  | Platz |
| 1983      | Helsinki   | 38,91 0(8)                    | 1:19,00 (17)                  | 39,00 (14)                    | 1:18,05 (13)                  | 156,660 | 12.   |
| 1984      | Trondheim  | 38,63 0(8)                    | 1:17,97 0(6)                  | 38,06 0(6)                    | 1:18,38 (13)                  | 154,865 | 7.    |
| 1985      | Heerenveen | 37,94 0(2)                    | 1:17,30 0(7)                  | 38,22 0(4)                    | 1:17,05 0(9)                  | 153,335 | 3.    |
| 1986      | Karuizawa  | 37,38 0(3)                    | 1:15,68 0(2)                  | 36,84 0(1)                    | 1:15,07 0(3)                  | 149,595 | 2.    |
| 1987      | Sainte-Foy | 39,19 (11)                    | 1:23,03 (23)                  | 38,16 0(6)                    | 1:18,41 0(7)                  | 158,070 | 12.   |
| 1988      | West Allis | 38,70 0(1)                    | 1:20,24 0(1)                  | 38,15 0(1)                    | 1:18,01 0(6)                  | 155,975 | 1.    |
| 1989      | Heerenveen | 36,87 0(3)                    | 1:13,92 0(6)                  | 36,55 0(2)                    | 1:14,02 0(4)                  | 147,390 | 4.    |
| 1990      | Tromsø     | 38,44 0(6)                    | 1:18,60 0(4)                  | 38,15 0(3)                    | 1:18,42 0(5)                  | 155,100 | 4.    |
| 1991      | Inzell     | 37,23 0(3)                    | 1:15,05 0(8)                  | 36,94 0(4)                    | 1:15,55 (10)                  | 149,470 | 4.    |
| 1992      | Oslo       | 37,92 0(2)                    | 1:17,78 0(6)                  | 37,92 0(3)                    | 1:19,04 0(6)                  | 154,250 | 2.    |
| 1993      | Ikaho      | 37,17 0(3)                    | 1:15,81 0(2)                  | 37,49 0(4)                    | 1:19,42 (13)                  | 152,275 | 5.    |
| 1994      | Calgary    | 35,96 0(1)                    | 1:13,04 0(4)                  | 35,76 0(1)                    | 1:13,15 0(4)                  | 144,815 | 1.    |

### Weltcup
Zwischen dem 23. November 1985 und dem 20. März 1994 nahm Dan Jansen an insgesamt 155 Wettkämpfen im Rahmen des Eisschnelllauf-Weltcups teil: Er bestritt 88 Rennen über 500 Meter, 63 über 1000 Meter und 4 über 1500 Meter.
Von diesen 155 Wettbewerben beendete er 142 unter den ersten zehn und 103 auf dem Podium. 46-mal stand er an erster Stelle. Viermal entschied Jansen die Gesamtwertung über 500 Meter, dreimal war er Erstplatzierter des 1000-Meter-Klassements.

#### Weltcupbilanz
Die folgende Tabelle nennt für jede der neun Weltcupsaisons zwischen 1985/86 und 1993/94 folgende Informationen: zunächst die Zahl der insgesamt erreichten ersten, zweiten und dritten Plätze Jansens, die in den folgenden Spalten nach Strecke (500 Meter und 1000 Meter) aufgeschlüsselt werden. Die Spalte GWC nennt zudem Jansens Platzierung in der Gesamtweltcupwertung der jeweiligen Distanz. Über 1500 Meter – nicht in der Tabelle aufgeführt – erreichte Jansen einen siebten Rang als bestes Einzelergebnis.
| Saison  | Gesamt | Gesamt | Gesamt | 500 m | 500 m | 500 m | 500 m | 1000 m | 1000 m | 1000 m | 1000 m |
| Saison  | 1.     | 2.     | 3.     | 1.    | 2.    | 3.    | GWC   | 1.     | 2.     | 3.     | GWC    |
| ------- | ------ | ------ | ------ | ----- | ----- | ----- | ----- | ------ | ------ | ------ | ------ |
| 1985/86 | 9      | 4      | 1      | 6     | 2     | 0     | 1.    | 3      | 2      | 1      | 1.     |
| 1986/87 | 2      | 3      | 2      | 0     | 2     | 2     | 3.    | 2      | 1      | 0      | 3.     |
| 1987/88 | 3      | 9      | 2      | 3     | 5     | 1     | 2.    | 0      | 4      | 1      | 1.     |
| 1988/89 | 8      | 4      | 0      | 6     | 2     | 0     | 2.    | 2      | 2      | 0      | 2.     |
| 1989/90 | 2      | 8      | 1      | 1     | 6     | 1     | 2.    | 1      | 2      | 0      | 2.     |
| 1990/91 | 2      | 2      | 1      | 1     | 2     | 1     | 8.    | 1      | 0      | 0      | 10.    |
| 1991/92 | 5      | 4      | 1      | 5     | 4     | 1     | 1.    | 0      | 0      | 0      | 4.     |
| 1992/93 | 7      | 6      | 4      | 6     | 2     | 2     | 1.    | 1      | 4      | 2      | 2.     |
| 1993/94 | 8      | 4      | 1      | 4     | 3     | 1     | 1.    | 4      | 1      | 0      | 1.     |
| Gesamt  | 46     | 44     | 13     | 32    | 28    | 9     |       | 14     | 16     | 4      |        |

#### Weltcupsiege
Die folgende Tabelle nennt alle 46 Weltcupsiege Jansens sowie die Bahnen, auf denen er diese erreichte.

| Datum         | Bahn                           | Ort             | Disziplin  |
| ------------- | ------------------------------ | --------------- | ---------- |
| 23. Nov. 1985 | Leangen Kunstis                | Trondheim       | 500 Meter  |
| 23. Nov. 1985 | Leangen Kunstis                | Trondheim       | 1000 Meter |
| 24. Nov. 1985 | Leangen Kunstis                | Trondheim       | 500 Meter  |
| 11. Jan. 1986 | Stadio del ghiaccio di Piné    | Baselga di Piné | 500 Meter  |
| 12. Jan. 1986 | Stadio del ghiaccio di Piné    | Baselga di Piné | 500 Meter  |
| 25. Jan. 1986 | Eisstadion Davos               | Davos           | 1000 Meter |
| 8. März 1986  | Eisstadion Inzell              | Inzell          | 500 Meter  |
| 9. März 1986  | Eisstadion Inzell              | Inzell          | 500 Meter  |
| 9. März 1986  | Eisstadion Inzell              | Inzell          | 1000 Meter |
| 6. Dez. 1986  | De Smelt                       | Assen           | 1000 Meter |
| 7. Dez. 1986  | De Smelt                       | Assen           | 1000 Meter |
| 28. Nov. 1987 | US High Mountain Altitude Rink | Butte           | 500 Meter  |
| 9. Jan. 1988  | Olympia Eisstadion Innsbruck   | Innsbruck       | 500 Meter  |
| 5. März 1988  | Savalen Kunstis                | Savalen         | 500 Meter  |
| 14. Jan. 1989 | Eisstadion Davos               | Davos           | 500 Meter  |
| 28. Jan. 1989 | Stadio del ghiaccio di Piné    | Baselga di Piné | 500 Meter  |
| 19. Feb. 1989 | Olympia Eisstadion Innsbruck   | Innsbruck       | 500 Meter  |
| 19. Feb. 1989 | Olympia Eisstadion Innsbruck   | Innsbruck       | 1000 Meter |
| 11. März 1989 | Eisstadion Inzell              | Inzell          | 500 Meter  |
| 12. März 1989 | Eisstadion Inzell              | Inzell          | 500 Meter  |
| 12. März 1989 | Eisstadion Inzell              | Inzell          | 1000 Meter |
| 19. März 1989 | Thialf                         | Heerenveen      | 500 Meter  |
| 4. Feb. 1990  | Ritten Arena                   | Klobenstein     | 1000 Meter |
| 3. März 1990  | Eislaufbahn Oulunkylä          | Helsinki        | 500 Meter  |
| 9. März 1991  | Eisstadion Inzell              | Inzell          | 500 Meter  |
| 9. März 1991  | Eisstadion Inzell              | Inzell          | 1000 Meter |
| 23. Nov. 1991 | Sportforum Hohenschönhausen    | Berlin          | 500 Meter  |
| 1. Dez. 1991  | Thialf                         | Heerenveen      | 500 Meter  |
| 11. Jan. 1992 | Eisstadion Davos               | Davos           | 500 Meter  |
| 7. März 1992  | Savalen Kunstis                | Savalen         | 500 Meter  |
| 28. März 1992 | US High Mountain Altitude Rink | Butte           | 500 Meter  |
| 6. Dez. 1992  | Wind Park Skating Rink         | Karuizawa       | 500 Meter  |
| 12. Dez. 1992 | Taereung Ice Rink              | Seoul           | 500 Meter  |
| 13. Dez. 1992 | Taereung Ice Rink              | Seoul           | 500 Meter  |
| 17. Jan. 1993 | Olympia Eisstadion Innsbruck   | Innsbruck       | 500 Meter  |
| 7. Feb. 1993  | Stadio del ghiaccio di Piné    | Baselga di Piné | 500 Meter  |
| 6. März 1993  | Eisstadion Inzell              | Inzell          | 1000 Meter |
| 7. März 1993  | Eisstadion Inzell              | Inzell          | 500 Meter  |
| 27. Nov. 1993 | Sportforum Hohenschönhausen    | Berlin          | 500 Meter  |
| 27. Nov. 1993 | Sportforum Hohenschönhausen    | Berlin          | 1000 Meter |
| 4. Dez. 1993  | Vikingskipet                   | Hamar           | 500 Meter  |
| 5. Dez. 1993  | Vikingskipet                   | Hamar           | 500 Meter  |
| 6. Dez. 1993  | Vikingskipet                   | Hamar           | 1000 Meter |
| 21. Jan. 1994 | Pettit National Ice Center     | Milwaukee       | 500 Meter  |
| 22. Jan. 1994 | Pettit National Ice Center     | Milwaukee       | 1000 Meter |
| 19. März 1994 | Thialf                         | Heerenveen      | 1000 Meter |

### Persönliche Bestzeiten
Jansens persönliche Bestzeiten über 500 Meter (35,76 Sekunden) und über 1000 Meter (1:12,42 Minuten) waren zugleich Weltrekorde. Seine 1500-Meter-Bestzeit von 1:55,62 Minuten war etwa dreieinhalb Sekunden langsamer als der von 1988 bis 1994 gültige Weltrekord von André Hoffmann. Über die längeren Distanzen 3000 und 5000 Meter lief Jansen nur zu seiner Juniorenzeit Wettkämpfe.
| Strecke | Zeit        | Datum            | Ort                    |
| ------- | ----------- | ---------------- | ---------------------- |
| 500 m   | 35,76 s     | 29. Januar 1994  | Olympic Oval (Calgary) |
| 1000 m  | 1:12,43 min | 18. Februar 1994 | Vikingskipet (Hamar)   |
| 1500 m  | 1:55,62 min | 14. März 1993    | Thialf (Heerenveen)    |
| 3000 m  | 4:25,63 min | 5. März 1983     | Sarajevo               |
| 5000 m  | 7:50,22 min | 6. Februar 1982  | Inzell                 |

### Weltrekorde
Zwischen 1992 und 1994 lief Jansen insgesamt acht Weltrekorde: fünf im 500-Meter-Sprint, zwei im Sprint-Mehrkampf, bestehend aus zwei 500-Meter- und zwei 1000-Meter-Rennen, und einen auf der 1000-Meter-Strecke. Siebenmal verbesserte er die bestehende Rekordzeit, einmal stellte er seinen eigenen 500-Meter-Rekord ein.
| Nr. | Disziplin        | Zeit/Punkte | Datum         | Ort                    | Bestand             | Nachfolgerin     |
| --- | ---------------- | ----------- | ------------- | ---------------------- | ------------------- | ---------------- |
| 1   | 500 Meter        | 36,41 s     | 25. Jan. 1992 | Eisstadion Davos       | 1 Jahr und 53 Tage  | Dan Jansen       |
| 2   | 500 Meter        | 36,41 s     | 19. März 1993 | Olympic Oval (Calgary) | 1 Tag               | Dan Jansen       |
| 3   | 500 Meter        | 36,02 s     | 20. März 1993 | Olympic Oval (Calgary) | 259 Tage            | Dan Jansen       |
| 4   | Sprint-Mehrkampf | 145,580     | 20. März 1993 | Olympic Oval (Calgary) | 316 Tage            | Dan Jansen       |
| 5   | 500 Meter        | 35,92 s     | 4. Dez. 1993  | Vikingskipet (Hamar)   | 57 Tage             | Dan Jansen       |
| 6   | 500 Meter        | 35,76 s     | 30. Jan. 1994 | Olympic Oval (Calgary) | 2 Jahre und 32 Tage | Hiroyasu Shimizu |
| 7   | Sprint-Mehrkampf | 144,815     | 30. Jan. 1994 | Olympic Oval (Calgary) | 55 Tage             | Yasunori Miyabe  |
| 8   | 1000 Meter       | 1:12,43 min | 18. Feb. 1994 | Vikingskipet (Hamar)   | 36 Tage             | Yasunori Miyabe  |

### Publikation
- mit Jack McCallum: Full Circle: An Autobiography. Villard Books, New York 1994, ISBN 0-679-43801-7. Online verfügbar im Textarchiv – Internet Archive

### Biographien und Lexikoneinträge
- Vincent F. Filak: Jansen, Dan (1965–). In: Murry R. Nelson (Herausgeber): American Sports: A History of Icons, Idols and Ideas. Greenwood Press, Santa Barbara 2013, ISBN 978-0-313-39752-3. S. 608–610.
- Jessie Garcia: Dan Jansen. In: Going for Wisconsin Gold: Stories of Our State Olympians. Wisconsin Historical Society Press, Madison 2016, ISBN 978-0-87020-766-2. S. 108–126.
- Brenna Sanchez: Dan Jansen. In: Dana R. Barnes (Herausgeberin): Notable Sports Figures. Band 2. Gale, Detroit 2004, ISBN 978-0-7876-6628-6. S. 756–758.